# Henri Pouzère
Henri Pouzère est un avocat et homme politique centrafricain, né le 27 décembre 1938 à Yétomane près d'Ippy (Oubangui-Chari) et mort le 25 février 2018 à Saint-Denis  (France). Il est ministre des Postes, Télécommunications et des Nouvelles Technologies des trois gouvernements Tiangaye du 3 février 2013 au  27 janvier 2014.

## Carrière politique
Henri Pouzère est candidat indépendant aux élections présidentielles centrafricaines de 1999 et 2005. Il recueille respectivement 4,19 % en 1999 et 2,10 % en 2005. Il est élu député de la circonscription d’Ippy (Ouaka) lors des élections législatives de 1998. Il préside et fonde l’association politique Löndö, qu'il engage dans l'UFVN (Union des Forces Vives de la Nation).

## Carrière professionnelle
Installé à Port-Gentil au Gabon, il est pendant 24 ans avocat au barreau du Gabon. Il exerce les fonctions de professeur de droit à l’université de Libreville.

## Distinction
- Commandeur de l'Ordre national du Mérite (République centrafricaine)